# Grangärde tingslag
Grangärde tingslag var ett tingslag i Dalarna i Kopparbergs län. 
Tingslaget upphörde 1 september 1907 då verksamheten överfördes till Västerbergslags domsagas tingslag. Tingslagets verksamhet hanterades mellan 1730 och 1746 av Norrbärke tingslag.
Tingslaget hörde före 1901 till Västra domsagaoch från 1902 till Västerbergslags domsaga, före 1904 kallad Söderbärke domsaga.

## Socknar
Tingslaget omfattade följande socknar: 
- Grangärde socken
- Ludvika socken